# Emília Freitas
Emília Freitas (Antiga União, hoje Jaguaruana , 11 de janeiro de 1855 - Manaus, 18 de outubro de 1908), foi uma romancista, poeta e professora brasileira.

## Biografia
Filha do tenente-coronel Antonio José de Freitas e de Maria de Jesus Freitas, após o falecimento do pai, a família resolve se mudar para Fortaleza, onde estuda francês, inglês, geografia e aritmética, num colégio particular. Mais tarde se transfere para a Escola Normal, formando-se professora.
Começa em 1873 a colaborar em diversos jornais literários do Ceará como Libertador, Cearense e O lyrio e a brisa, além de outros de Belém do Pará. A maior parte dessas poesias foi depois compilada no volume intitulado Canções do lar (1891).
Um ano depois, após a morte da mãe, muda-se para Manaus em companhia de um irmão, exercendo o magistério no Instituto Benjamin Constant, destinado à instrução de meninos. Em 1900, casa-se e retorna ao seu estado original com o marido, o jornalista Antonio Vieira, redator do Jornal de Fortaleza.
Emília de Freitas participa ativamente da Sociedade das Cearenses Libertadoras, que tinha caráter abolicionista, tendo inclusive discursado em 1893 na tribuna, fato este muito aplaudido e noticiado nos jornais.
Em 1899, sai A Rainha do Ignoto, sua principal obra, a que deu o curioso subtítulo de "romance psicológico". Trata-se de uma trama novelesca absolutamente insólita, marcada por traços ficcionais, que é considerada por alguns especialistas como um dos trabalhos pioneiros do gênero fantástico ou maravilhoso no Brasil. A autora consegue com rara habilidade acomodar o fantástico no plano da regionalidade e promove uma incursão pelo imaginário, chegando até o inverossímil.
A obra de Emília Freitas é marcada por forte crítica à intolerância religiosa e à opressão contra as mulheres.
Em 18 de outubro de 1908, Emília Freitas morreu na cidade de Manaus, para onde havia retornado, após a morte do marido.

## Obras
- 1899 A Rainha do Ignoto romance
- 1891 Canções do lar, poesia;
- (s/d) O Renegado, romance

### Da autora
- FREITAS, Emilia.
- _____. Canções do lar. Poesias. Fortaleza: Tipografia Rio Branco, 1891. 310 p.
- _____. A Rainha do Ignoto. Romance psicológico. Fortaleza: Tipografia Universal, 1899. 456p.
- A Rainha do Ignoto. Romance psicológico. 2 ed. Pesquisa, organização, atualização ortográfica, apresentação crítica e notas por Otacílio Colares. Fortaleza: Secretaria de Cultura e Desporto, Imprensa Oficial do Ceará, 1980. 363 p.
- A rainha do ignoto. Romance psicológico. 3 ed. Atualização do texto, introdução e notas de Constância Lima Duarte. Florianópolis: Mulheres; Santa Cruz do Sul: EDUNISC, 2003.
- _____. O renegado. Romance. Fortaleza: [s.n.].s/d.

### Sobre a autora
- CAVALCANTE, Alcilene. Uma escritora na periferia do império: vida e obra de Emília Freitas. Editora Mulheres, 2008.
- COLARES, Otacílio. Apresentação crítica e notas. In FREITAS, Emília. A rainha do ignoto. Romance psicológico. 2 ed. Fortaleza: Secretaria de Cultura e Desporto, Imprensa Oficial do Ceará, 1980.
- _____. Lembrados e esquecidos. III. Fortaleza: Imprensa Universitária do Ceará, 1977.
- CUNHA. Cecília M. Além do amor e das flores: primeiras escritoras cearenses. Fortaleza: Expressão Gráfica, 2008.
- DUARTE, Constância Lima. “Emília Freitas”. In MUZART, Zahidé Lupinacci (Org.) Escritoras Brasileiras do Século XIX. Florianópolis: Editora Mulheres; Santa Cruz do Sul: EDUNISC, 1999.
- RIBEIRO, Luís Filipe. A modernidade e o fantástico em uma romancista do século XIX. In Cadernos. III Seminário Nacional Mulher & Literatura. Florianópolis: Universidade Federal de Florianópolis, v. 1, 1989. p. 135-40.
- RIBEIRO, Sônia Cristina Bernardino. ‘A narrativa de autoria feminina do século XIX em resgate: uma leitura de Lésbia e A Rainha do Ignoto’. Dissertação de Mestrado em Literatura Comparada. Rio de Janeiro: Universidade Federal do Rio de Janeiro, Faculdade de Letras, 2001.
- SILVA, Viviane Jesus da. "Resgatando Emília Freitas: As Questões Canônicas e os Aspectos Trágicos em A RAINHA DO IGNOTO". Dissertação de Mestrado em Teoria Literária. Rio de Janeiro: Universidade Federal do Rio de Janeiro, Faculdade de Letras, 2007.